# Südwestsachsen

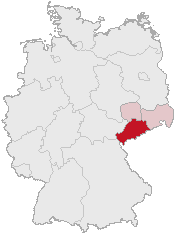
Der ehemalige Regierungsbezirk Chemnitz: Das Gebiet gilt heute oft als Südwestsachsen.

Südwestsachsen ist eine Region im Freistaat Sachsen.

## Lage und Bezeichnung der Region
Die Region umfasst größtenteils das Vogtland, das Westerzgebirge und Teile des Mittleren Erzgebirges sowie die südlichen und westlichen Bereiche des Pleißenlandes.
Die Region war etwa deckungsgleich mit dem 1939 aus der Kreishauptmannschaft Zwickau hervorgegangenen ehemaligen Regierungsbezirk Zwickau-Südwestsachsen. In den 1990er Jahren hatte das Regierungspräsidium Chemnitz unter der Leitung des damaligen Präsidenten Karl Noltze den Begriff auf den nach der Deutschen Einheit aus dem Bezirk Karl-Marx-Stadt hervorgegangenen Regierungsbezirk Chemnitz ausgedehnt.

## Geschichte
Südwestsachsen wurde schon seit dem 10. Jahrhundert während der deutschen Ostsiedlung besiedelt, doch erst mit dem Großen Berggeschrey setzte eine rasche wirtschaftliche Entwicklung ein. Zur Region Südwestsachsen gehörten das Vogtland, das schon seit dem 14. Jahrhundert endgültig im Besitz der Wettiner war, und die Schönburgischen Herrschaften. Bereits im ausgehenden 18. Jahrhundert und vor allem im 19. Jahrhundert erfolgte ein zweiter Wirtschaftsschub, sodass Südwestsachsen weit bis in das 20. Jahrhundert zu den wirtschaftsstärksten und dichtestbesiedelten Regionen Europas gehörte.

## Naturräumliche Gliederung
Südwestsachsen liegt geschlossen im Naturraum Sächsisches Bergland und Mittelgebirge.